# Banda czworga
Banda czworga (chiń. upr. 四人帮; chiń. trad. 四人幫; pinyin Sì rén bāng) – nazwa odnosząca się do czwórki radykalnych i skrajnie lewicowych działaczy Komunistycznej Partii Chin (KPCh), którzy odgrywali czołową rolę w czasie rewolucji kulturalnej, a po śmierci Mao Zedonga usiłowali przejąć władzę. Termin „banda czworga” po raz pierwszy pojawił się w chińskich mediach po aresztowaniu jej członków w październiku 1976.
W skład bandy czworga wchodzili Jiang Qing (żona Mao Zedonga) oraz trzech działaczy KPCh z Szanghaju: Zhang Chunqiao, Wang Hongwen i Yao Wenyuan. Z bandą ściśle współpracowali Kang Sheng, Xie Fuzhi i Chen Boda.

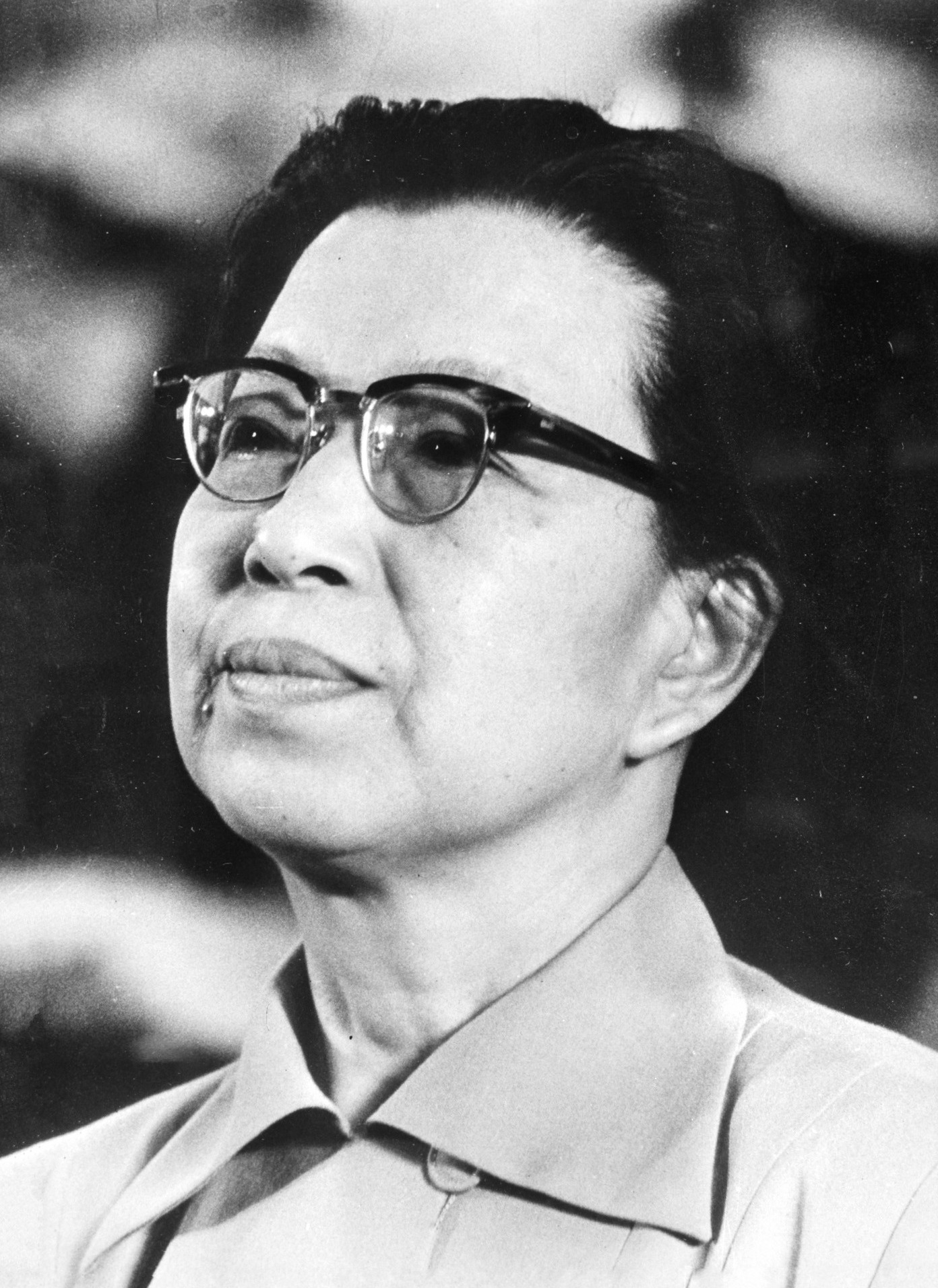
Jiang Qing

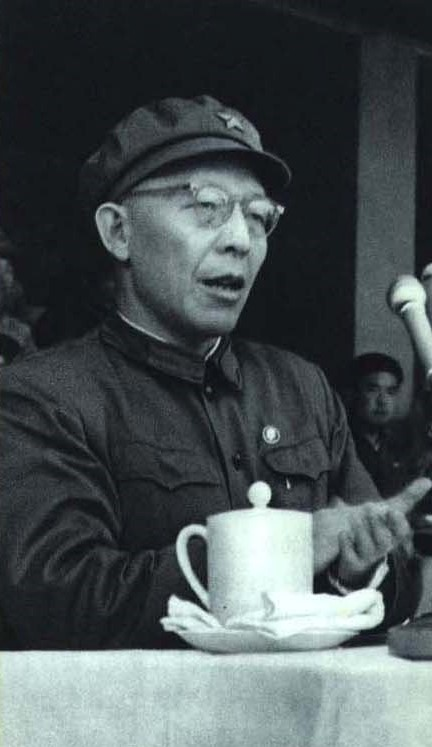
Zhang Chunqiao

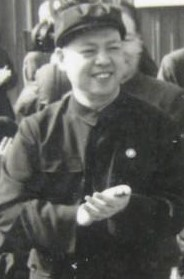
Yao Wenyuan

Grupa uaktywniła się po odsunięciu od władzy Lin Biao w 1971. Z powodu choroby Mao Zedonga osoby skupione wokół Jiang Qing przejęły faktyczną kontrolę nad państwem. Próbowali utrzymać rewolucję kulturalną i rozpoczęli eliminację swoich przeciwników politycznych, m.in. rozpętali w 1973 Kampanię Przeciw Lin Biao i Konfucjuszowi (批林批孔运动), wymierzoną w premiera Zhou Enlaia. Wraz ze zbliżającą się śmiercią Mao doprowadzili w kwietniu 1976 do odsunięcia od władzy reformatorsko nastawionego Deng Xiaopinga.
Po śmierci Mao członkowie bandy czworga próbowali przejąć kontrolę nad armią, co dałoby im klucz do władzy w państwie. W całym kraju zaczęło narastać niezadowolenie, zaś w Pekinie doszło do kilku masowych demonstracji przeciwko władzy, brutalnie rozpędzonych przez policję. Banda czworga próbowała przeciągnąć na swoją stronę następcę Mao, Hua Guofenga, jednak ten ostatecznie pod wpływem grupy zwolenników Deng Xiaopinga oskarżył „czwórkę” o próbę zamachu stanu i wydał nakaz ich aresztowania. W nocy z 5 na 6 października 1976 członkowie bandy czworga zostali aresztowani.
20 listopada 1980 rozpoczął się proces, w którym członkowie bandy postawieni zostali w stan oskarżenia za działalność antypartyjną i antypaństwową. Wraz z nimi sądzonych było sześciu członków kliki Lin Biao: Huang Yongsheng, Wu Faxian, Li Zuopeng, Qiu Huizuo, Chen Boda i Jiang Tengjiao. Podczas procesu Jiang Qing stawiała czynny opór, głośno protestowała i często uciekała się do płaczu, Zhang Chunqiao odmówił przyznania się do popełnienia zarzucanych mu czynów, a Yao Wenyan i Wang Hongwen wykazali żal i skruchę oraz przyznali się do zbrodni. 
W wydanym 25 stycznia 1981 wyroku Jiang Qing i Zhang Chunqiao zostali skazani na karę śmierci, która później została zamieniona na karę dożywotniego pozbawienia wolności. Wang Hongwen i Yao Wenyuan zostali skazani na 20 lat więzienia.